# Menadionă
Menadiona, cunoscută și ca vitamina K3, este o formă sintetică de vitamina K. Pentru activitatea sa, este uneori utilizată ca supliment alimentar sau ca medicament, însă nu mai este utilizată injectabil datorită toxicității sale. Este un derivat de 1,4-naftochinonă care prezintă un rest metil în poziția 2.